# Fier
Fier (en albanès Fier o Fieri) és una ciutat del sud-est d'Albània, capital del districte del mateix nom. Actualment té prop de 60.000 habitants i és un dels principals nuclis industrials del país. L'actual ciutat de Fier es troba a 12 km de l'antiga ciutat coríntia d'Apol·lònia.
Fier va ser fundada al segle XIX per la família Vrioni i oficialment el 1864 per Omer Pasha Vrioni II, pare de Kahreman Pasha Vrioni (1889-1955). És7 Km de les ruïnes de l'antic assentament d'Apol·lònia que va ser fundat l'any 588 aC per antics colons grecs de Corfú i Corint, en un lloc ocupat per tribus il·líries.
Fier és una terminal important al sud-oest d'Albània i està servida per l'autopista A2 i l'autopista SH 4, formant un corredor nord-sud a Albània i part de l'autopista Adriàtica-Jònica.

## Nom
Es diu que la paraula "Fier" deriva de la paraula albanesa fier, que es diu que significa "falguera". Anomenar els llocs amb la flora local és un fenomen comú entre els albanesos Myzeqar. Una altra hipòtesi alternativa proposa una derivació de la paraula italiana fiera, traduïda com a fira.

## Història
La història de Fier està lligada a la dels jaciments de petroli, gas i betum propers. La presència d'asfalt i d'escapades de gas natural en crema als voltants es va registrar ja al segle I dC. Dioscòrides, a Materia Medica, descriu grumolls de betum al riu Seman adjacent, i la bretxa concentrada a les ribes del riu Vjosë Estrabó, escrivint cap a l'any 17 dC afirma:
| «               | Al territori de la gent d'Apolònia a Il·líria hi ha el que s'anomena nimfeu. És una roca que emet foc. A sota hi ha fonts que flueixen amb aigua calenta i asfalt... l'asfalt s'excava d'un turó veí: les parts excavades es substitueixen per terra fresca, que amb el temps es converteix en asfalt. | » |
| — Vjosë Estrabó | |   |

Als segles XIV i XV el lloc va ser utilitzat pels comerciants venecians com a mercat per comprar productes agrícoles de les terres baixes de Myzeqe.
L'assentament va prendre l'estatus de ciutat el 1864 quan Kahreman Pasha Vrioni, el governador local, va demanar a alguns arquitectes francesos que projectessin una ciutat futura com a centre d'artesania i comerç. Durant el període 1864–1865 es va construir un mercat per a 122 comerciants al llarg del riu Gjanica. Els primers habitants de la ciutat van ser els servents de Kahreman Pasha Vrioni i membres de famílies aromanesos que havien viscut a la zona des de principis del segle XIX.
A sis quilòmetres de Fier es troba Apol·lònia, un dels dos assentaments colonials grecs més importants de l'actual Albània. Va ser fundada el ~600 aC en un turó prop del mar, i prop del que llavors era el curs del riu Vjosë pels antics colons grecs de Corfú i Corint. En l'època anterior als canvis en la formació de la terra i la costa adriàtica provocats per un terratrèmol al segle III dC, el port d'Apol·lònia podia albergar fins a 100 vaixells. El lloc es trobava en el territori de la tribu il·líria dels Taulantii . Es deia que la colònia va rebre el nom de Gylaceia en honor al seu fundador corinti, Gylax, i més tard va canviar el seu nom pel de ciutat del déu Apol·lo. Segons les investigacions arqueològiques durant 100 anys els grecs i els il·lírics han viscut en comunitats separades.
La prosperitat econòmica d'Apolònia va créixer sobre la base del comerç d'esclaus, i de la riquesa pastoral agrícola local. A mitjans del segle V aC s'hi instal·là un taller d'encunyació de monedes. Mitjançant el comerç i les transaccions comercials, aquestes monedes es van estendre per Il·líria i més enllà dels seus límits. En els anys 214 A partir de la nostra era, la ciutat va estar involucrada en la guerra entre els il·lírics Taulantii i Cassandre, el rei de Macedònia, i el 229 aC va passar sota control romà. El 168 aC, la seva lleialtat a Roma va ser recompensada. Durant 200 anys, va tenir una importància central en l'esforç romà per colonitzar l'est i podria haver estat un terme original de la Via Egnasiana. Va ser un bastió vital per a Cèsar en la guerra civil entre Pompeu i Juli Cèsar. Als 45 i 44 J.-C., Octavi, que després esdevindria l'emperador August, va estudiar durant 6 mesos a Apol·lònia, que havia establert una gran reputació com a centre d'aprenentatge grec, especialment l'art de la retòrica. Va ser assenyalat per Ciceró, a les Philippices, com a 'magna urbs et gravis', una gran i important ciutat.

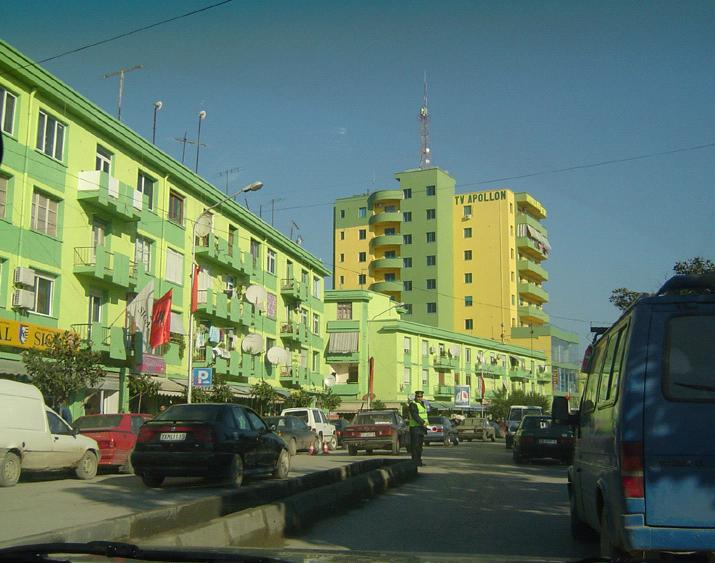
Ciutat de Fier.

Sota l'Imperi, Apol·lònia va seguir sent un centre pròsper, però va començar a decaure a mesura que els Vjosë s'envasava i la línia de costa va canviar després del terratrèmol.
Des de la caiguda del comunisme s'ha produït la construcció. En particular, l'any 1999 es va reconstruir una església ortodoxa que permet a la gent practicar la seva religió.

## Geografia
Fier es troba a la riba de Gjanica, al sud-est de la plana de Myzeqe, entre el Seman al nord i Vjosë al sud de Fier, prop del mar Adriàtic, al sud-oest d'Albània. El municipi de Fier s'engloba al comtat de Fier dins de la regió sud d'Albània i consta de les unitats administratives adjacents de Cakran, Dërmenas, Frakull, Levan, Libofshë, Mbrostar, Portëz, Qendër, Topojë i Fier com a seu. S'estén des de la desembocadura de Seman dins del parc nacional de Divjakë-Karavasta al nord-oest a través de la costa albanesa del mar Adriàtic fins a arribar a la desembocadura de Vjosë al paisatge protegit de Vjosa-Narta al sud-oest, formant també la frontera sud del municipi. La superfície del municipi de Fier és de 619,9 km2.

### Clima
Fier té un clima mediterrani (Csa) sota la classificació climàtica de Köppen amb hiverns suaus i estius calorosos i secs.

## Economia
Fier és una important ciutat industrial i està construïda per l'afluent de Gjanica del riu Seman, i està envoltada de marjals. Amb la ciutat propera de Patos, és el centre de les indústries del petroli, el betum i la química a Albània. Fier, a més, ha estat la llar de la generació d'energia a Albània amb la construcció de la central elèctrica de Fier durant l'època comunista. Tot i que es va donar de baixa el 2007, el 2023 es va anunciar una empresa conjunta greco-albanesa per revitalitzar aquestes plantes tèrmiques per diversificar la indústria elèctrica d'Albània.
Fier és un lloc convenient per allotjar-se per visitar els principals llocs clàssics de Byllis i Apollonia propers. Les carreteres principals des de la plaça central porten cap al sud fins a Vlora (35 km) i a l'est fins a la ciutat industrial i petroliera de Patos (8 Km). També, 19 km a l'oest del centre de la ciutat, es troba la pintoresca platja de Seman.
Fier també és conegut per la seva producció d'olivera (cultivar Kalinjioti) que contribueix al sector de l'oli d'oliva d'Albània. Juntament amb Vlora, Berat i Elbasan proporcionen gairebé el 90% de la producció d'oli d'oliva.
La ciutat també juga un paper econòmic important en el desenvolupament de la comarca, ja que produeix molts béns com sucre, pa i productes animals.
La creació del gasoducte Trans Adriàtic augmenta molt l'economia de Fier i d'Albània. La canonada travessarà Fier i es construirà una estació de bombeig a Fier. Això mostra un camí obert a la inversió i l'ocupació de la ciutat i del país. La línia de Pipe ha començat des del 2015 i es preveu que estigui acabada el 2020. Això subministrarà gas natural a Albània.